# Wynebald de Ballon
Wynebald de Ballon (latín medieval: Winebaldus de Baalone, c. 1058-1125) fue un caballero anglonormando, señor de North Cadbury (Somerset) y Cornualles. Recibió la baronía de Caerleon (Gales) del rey Guillermo Rufus en 1088, sustituyendo a Turstin fitz Rolf, y conservó casi todas sus propiedades bajo su feudo. Era hijo de Drogo de Ballon, señor de Ballon, un caballero de Sarthe que junto a sus hermanos Wynebald y Wynoc, acompañaron a Guillermo II de Normandía en la conquista de Inglaterra en 1066, aunque no hay constancia que participaron en la batalla de Hastings. El prefijo «Wy» de su nombre induce a pensar que el origen familar era bretón. Wynebald y su hermano Hamelin de Ballon llegaron a Inglaterra durante el reinado de Guillermo Rufus, ocupando plazas en las marcas Galesas. Fue benefactor de la abadía de Bermondsey; en 1092 hizo numerosas aportaciones muy posiblemente para agraciar a Guillermo Rufus.

## Herencia
Wynebald se casó en primeras nupcias con Elizabeth de Cadbury. Fruto de esa relación nacieron varios hijos:
- Roger de Ballon (c. 1085-1126). Primogénito. Falleció poco después de confirmar la concesión de su padre a la Abadía de Gloucester.
- Milo de Ballon (c. 1090-?);
- Mabilia de Ballon (c. 1095-?), esposa de Guillermo de Neufmarché (c. 1080-?), un hijo de Bernard de Neufmarché. Ambos fueron padres de Enrique de Neufmarché, señor de Cadbury (c. 1105-1165).

Se casó en segundas nupcias con Hawise de Gournay, con quien tuvo tres hijos: Roger, Hamelin y Arnold, quienes fallecieron sin descendencia antes de 1166.